# 托馬斯·瓦茲
托馬斯·瓦茲（法語：Thomas Vallez，1996年2月2日—），法國男子羽毛球運動員。

## 簡歷
2014年8月，托馬斯·瓦茲與小托馬·波波夫合作出戰保加利亞羽毛球公開賽男子雙打項目，在決賽中以3-0的成績（11-10、11-10、11-9）擊敗隊友罗南·格甘/亞歷山大·哈默組合，奪得個人生涯中首個國際賽冠軍。

## 主要比賽成績
只列出曾進入準決賽的國際賽事成績：
| 年份   | 賽事                     | 公開賽級別 | 項目     | 拍檔            | 成績   |
| ------ | ------------------------ | ---------- | -------- | --------------- | ------ |
| 2014年 | 保加利亞羽毛球公開賽     | 國際系列賽 | 男子雙打 | 小托馬·波波夫   | 冠軍   |
| 2015年 | 歐洲青年羽毛球錦標賽     | 其他       | 混合團體 | -               | 季軍   |
| 2016年 | 歐洲男子羽毛球團體錦標賽 | 其他       | 男子團體 | -               | 亞軍   |
| 2016年 | 葡萄牙羽毛球國際賽       | 國際系列賽 | 混合雙打 | 德尔菲娜·德尔吕 | 準決賽 |

| 2007-2017年 | 首要超級賽 | 超級賽 | 黃金大獎賽 | 大獎賽 | 國際挑戰賽 | 國際系列賽 | 未來系列賽 | 其他 |

| 2018-2026年 | 總決賽 | 超級1000賽 | 超級750賽 | 超級500賽 | 超級300賽 | 超級100賽 | 國際挑戰賽 | 國際系列賽 | 未來系列賽 | 其他 |